# Kangeq
Kangeq [kaˈŋɜq] (nach alter Rechtschreibung Kangeĸ) ist eine grönländische wüst gefallene Siedlung im Distrikt Nuuk in der Kommuneqarfik Sermersooq.

## Lage
Kangeq liegt auf einer gleichnamigen Insel etwa 17 km westsüdwestlich von Nuuk. Die Siedlung wird geschützt von der Insel Qeqertarsuaq, die eine nur wenige Meter breite Meerenge am Ufer bildet. Kangeq liegt an der nördlichen Küste des durch den Schärengarten Kitsissut geteilten Nuup Kangerlua.

## Geschichte

### Vor der Kolonialzeit
In Kangeq finden sich zahlreiche Spuren der Saqqaq-Kultur. Die Gegend war also schon vor Jahrtausenden besiedelt. Danach war den archäologischen Funden zufolge der Ort lange Zeit unbewohnt. Erst dann finden sich Objekte, die den Grænlendingar gehört hatten. Da diese hier aber nicht siedelten und um 1350 die Gegend Überlieferungen zufolge auch unbewohnt war, müssen Grönländer, die sich kurze Zeit später hier wieder niederließen, diese in der verlassenen Vestribyggð eingesammelt und hergebracht haben. Ab dem 14. Jahrhundert etwa war Kangeq durchgehend bewohnt. Die lange anwährende dauerhafte Besiedlung wurde ermöglicht durch die günstige Lage, da das Meer an dieser Stelle immer eisfrei und reich an Beute für die dort jagenden Inuit ist.

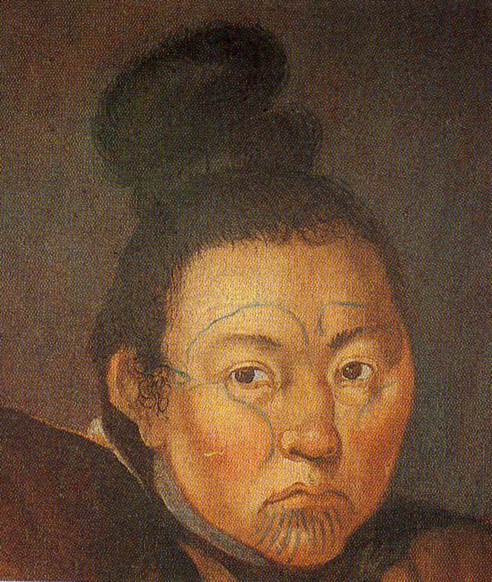
Eine der Inuit, die 1654 nach Europa entführt wurden.

Man geht davon aus, dass John Davis bei seiner Wiederentdeckung Grönlands im Jahr 1586 Kangeq sah. 1612 besuchte wohl James Hall den Ort. 1653 und 1654 fuhr David Danell zweimal vermutlich Kangeq an und entführte bei der zweiten Reise vier Inuit nach Europa, die dort nach einiger Zeit starben.
3,5 km nördlich begann 1721 die Kolonialisierung Grönlands mit der Errichtung der Missionsstation Håbets Ø auf der direkt nördlich gelegenen Insel Illuerunnerit durch Hans Egede. Anfang des 18. Jahrhunderts wurde Kangeq von Inuit als Sommerplatz benutzt, die dafür Hunderte Kilometer aus dem Süden herzogen. Eine überlieferte Geschichte berichtet vom Jäger Singajik, der Ende des 17. Jahrhunderts aus Arsuk kam und den Rest seines Lebens in Kangeq verbrachte. Auf einer genauen Karte von 1731 war Kangeq nicht als bewohnt eingezeichnet und es ist unklar, ob zu dieser Zeit dort Menschen gelebt haben. Falls der Wohnplatz zu dieser Zeit tatsächlich verlassen gewesen war, dann kann dies nur kurzzeitig der Fall gewesen sein.

### 18. und 19. Jahrhundert
1754 wurde auch Kangeq zur Missionsstation, allerdings durch die Herrnhuter Brüdergemeine. Die Bevölkerung wanderte jedoch in der ganzen Gegend ab, um nach Neu-Herrnhut, dem Hauptmissionsort der Brüdergemeine zu ziehen. In den 1770er Jahren begannen auch die Dänen in Kangeq zu missionieren, das zu diesem Zeitpunkt als ertragsreichster Ort der Gegend beschrieben wurde, aber ab 1777 wurde Neu-Herrnhut dezentralisiert und die Herrnhuter verdrängten die Dänen wieder aus Kangeq. 1801 waren alle Grönländer in Kangeq getauft. Im selben Jahr wurde eine 55-jährige Frau von ihrem Sohn und ihrer Tochter qualvoll ermordet, als sie während einer Krankheit den Verstand verloren hatte. Inspektor Niels Rosing Bull ließ die Geschwister öffentlich anprangern. Damals war es so, dass die Grönländer Angst davor hatten, von geisteskranken Verwandten getötet zu werden und dem so zuvorkamen.
1805 wurde in Kangeq mit dem Fang begonnen, aber die Bevölkerung litt unter Krankheiten. Erst 1854 wurde Kangeq offiziell zum Udsted ernannt. 1855 hatte der Ort 76 Einwohner. Kangeq ist vor allem bekannt für seinen Bewohner Aron von Kangeq, der ab 1858 im Auftrag von Hinrich Johannes Rink alte Sagen sammelte und mit Zeichnungen unterlegte.

### 20. Jahrhundert

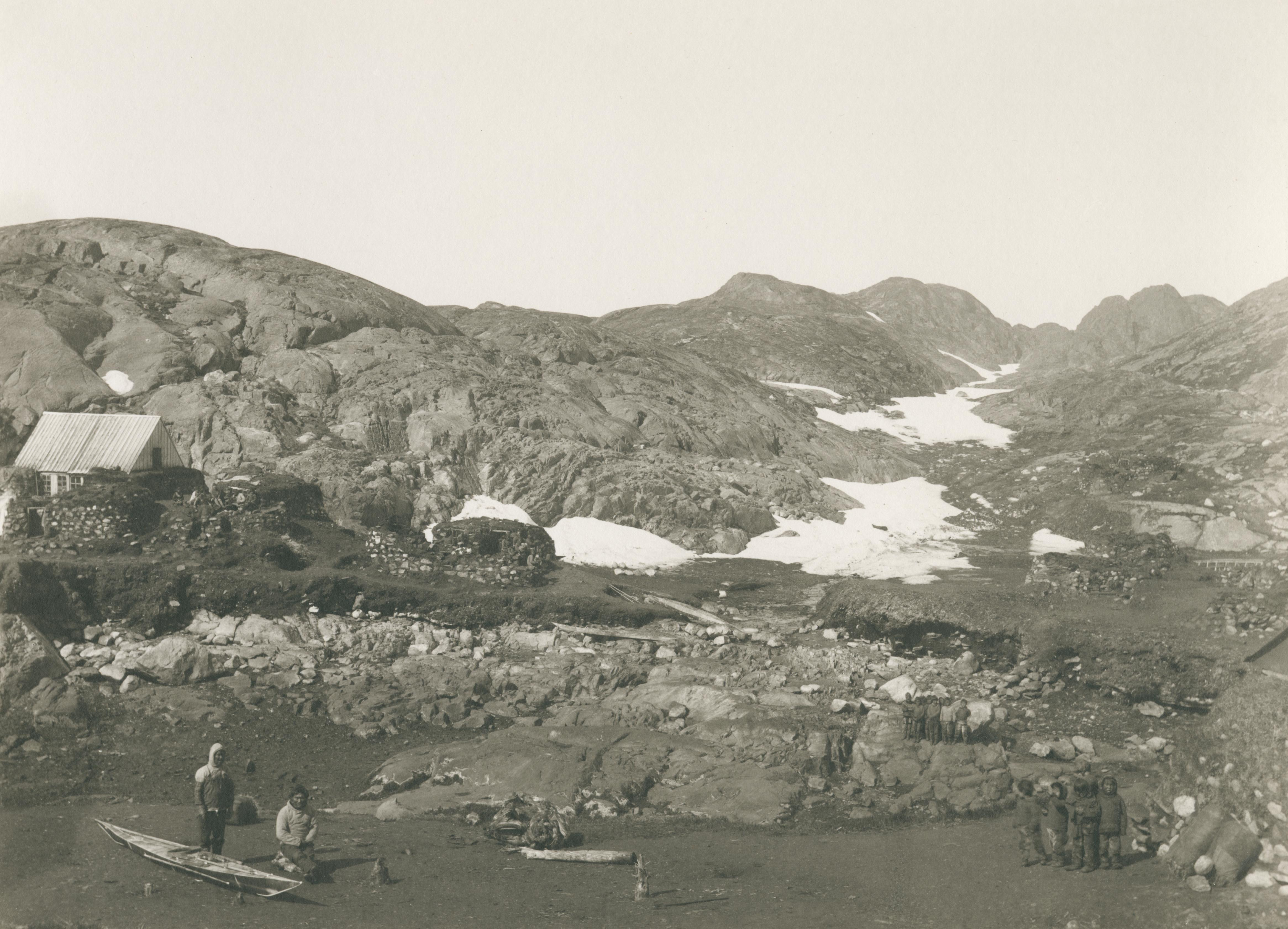
Kangeq um 1900

1900 verließen die Herrnhuter Grönland und so wurde Kangeq Teil der Dänischen Mission. Seit 1911 war Kangeq eine eigene Gemeinde im Kolonialdistrikt Godthaab ohne zugehörigen Wohnplatz. Sie war Teil des 8. Landesratswahlkreises Südgrönlands.
1918 wurden 118 Einwohner gezählt. Sie stammten größtenteils von Kujataamiut (Südgrönländer) ab und hatten zum Großteil keine europäische Abstammung. Sie lebten in fünfzehn sehr schlecht gebauten Häusern und wurden als problematische Personen gesehen, die der Kolonialverwaltung mit ihrem Verhalten das Leben schwer machten und dafür sorgten, dass die Udstedsverwalter übermäßig häufig ausgetauscht werden mussten. Es gab ein 1854 errichtetes Wohnhaus für den Udstedsverwalter. Es maß gut 30 m² und hatte zwei Zimmer. Das Speckhaus aus dem Jahr 1889 knapp 50 m² groß. Ein Proviantlager mit Laden im Obergeschoss aus dem Jahr 1907 maß 42 m². Alle drei Gebäude waren aus grauem Stein. Es gab auch ein Pulverhaus in Kangeq. Die Schulkapelle von 1905 war knapp 52 m² groß und hatte ein knapp 10 m² großes Schulzimmer im Dachgeschoss. Das Gebäude war aus den Materialien eines alten Wohnhauses der Herrnhuter in Uummannaq gebaut. Neben dem Udstedsverwalter, einer Hebamme und einem Katecheten gab es 22 Jäger und zwei Fischer. Die Bevölkerung lebte hauptsächlich von der Robben- und Waljagd.

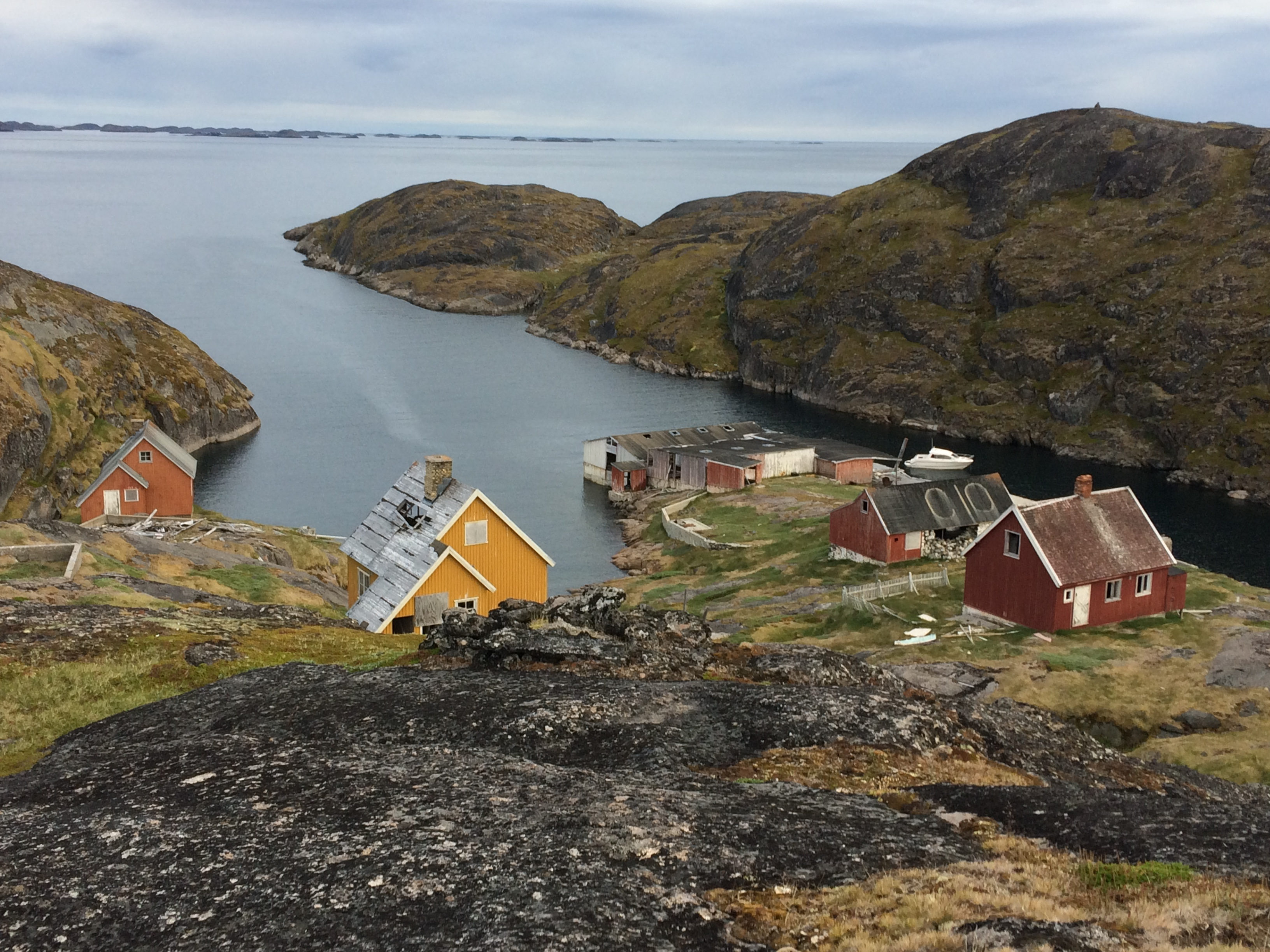
Kangeq (2017)

1928 wurde eine neue Wohnung für den Udstedsverwalter errichtet. 1935 baute man ein Schulgebäude und im Folgejahr einen neuen Laden mit Lager. Später wurde auch ein Fischhaus mit 180 m² Fläche errichtet, da die Fischerei in Kangeq florierte. Ab 1950 gehörte Kangeq zur neuen Gemeinde Nuuk. Die Einwohnerzahl stieg bis 1960 auf 155 Personen an. Ab den 1960er Jahren begann die Bevölkerung nach Nuuk abzuwandern. Dennoch wurde noch 1962 eine Werkstatt und 1967 eine Telestation errichtet. Am 1. Mai 1974 wurde der Ort schließlich offiziell aufgegeben und die Bewohner nach Nuuk umbevölkert. Seit 1980 wird Kangeq in der Statistik als unbewohnt genannt.

## Sport
Der aus Kangeq stammende Fußballverein Tusilartoĸ nahm 1959/60 und 1966/67 an der Grönländischen Fußballmeisterschaft teil.

## Söhne und Töchter
- Aron von Kangeq (1822–1869), Maler, Katechet und Erzähler
- Tobias Heilmann (1873–1940), Katechet und Landesrat
- Mathæus Tobiassen (1911–?), Katechet und Landesrat